# ベイカー・ブラザーズ
ザ・ベイカー・ブラザーズ（The Baker Brothers）は、イギリス出身のジャズ・ファンク・バンド。
兄ダン（フェンダー・ローズ、ハモンドオルガン、ギター、ヴァイオリン）と弟リチャード（ドラム、パーカッション）のベイカー兄弟と、クリス・ペドリー（ベース、ギター、フェンダー・ローズ、トランペット）のトリオ編成としてスタートした。また、サブ・メンバーとしてポール・ヤング（サクソフォーン）がサポートしている。
2010年にダンはメンバーから外れ、新ギタリストにジェフ・レイを迎えた。。2011年にはリチャードも離れ、クリスを中心としたバンドになった。

## 来歴
兄弟のダン・ベイカーとリチャードは親の理解もあり、幼い頃より音楽の教育を受けていた。ダンはキーボードを中心としたいくつかの楽器を習得したのに対し、リチャードはドラムを一筋に演奏していた。ダンは初期の頃はベーシストとして活動していた。クリス・ペドリーはイギリス・キャンフォード生まれ。初期はドイツのジェームス・ラストのトリビュートバンドの一員として活動していた。在籍中にリチャードと会う機会があり、これがバンドの結成へと繋がった。
2003年にデビュー・アルバム『テン・ペイシス』をリリース。2005年には、イギリスの「ジャズ・カフェ」での模様を収録したライブ・アルバム『イン・ウィズ・ジ・アウト・クラウド』をリリース。翌年にリリースされた、2枚目のスタジオ・アルバムとなる『ベイカーズ・ダズン』には歌手のヴァネッサ・フリーマンが参加している。
2004年、2005年と来日公演もしており、2006年11月に「渋谷クラブ・クワトロ」で、このライブの模様を収録した『ホット・ケイクス:ライヴ・イン・ジャパン』を国内盤のみP-Vineよりリリース。このライブではボストン・ホーンズと共演しており、ボストン・ホーンズ名義のこのライブのアルバム『ライヴ・フロム・トーキョー』には2バンドが共演した「Gonna Have a Funky Good Time」が収録されている。2006年4月に地元ボーンマスで収録したライブDVD『Fortissimo!: Live At The Opera House』もリリースされている。
2008年にリリースされた『トランジション・トランスミッション』はボーカル曲も多く、ソウル色の強い作りとなる。
2010年4月より日本ツアーが予定されていたが、ダンが音楽性の違いと家庭事情によりバンドから外れる。新ギタリストにジェフ・レイを迎え、サポート・ミュージシャンを加えた7人組バンドとして、4月下旬よりタルクとともに日本ツアーを行った。このツアーにはオルケスタ・デ・ラ・ルスのパーカッショニスト、江川ゲンタも参加。11月にはこの時の「モーション・ブルー横浜」で録音されたライブ・アルバム『シルバー・バレット ザ・ベイカー・ブラザーズ・ライブ・アット・モーション・ブルー ヨコハマ』を発表。
2011年には新体制のメンバーでアルバム『タイム・トゥ・テスティファイ』を発表。来日予定も発表されたが、7月にリチャードが脱退したことを表明、これによりクリスを実質的なリーダーとしたバンドになった。
また、脱退後のダンは自己一人で演奏をこなすソロ・プロジェクト、ダン・ベイカーズ・ワン・マン・バンド（Dan Baker's O.M.B）を開始し、2010年12月にアルバム『Monophonic Orchestra』を発表。2011年3月に来日ツアーを行う予定だったが、東日本大震災の影響で公演は7月に延期された。

## メンバー

### 現在のラインナップ
- クリス・ペドリー (Chris Pedley) - ベース (2001年- )
- ポール・ヤング (Paul Young) - サクソフォーン (2003年- )
- ジェフ・レイ (Geoff Lai) - ギター (2010年- )
- スコット・ベイリス (Scott Baylis) - トランペット、キーボード (2010年- )
- テッド・カラスコ (Ted Carrasco) - ドラム (2011年- )

### 旧メンバー
- ダン・ベイカー (Dan Baker) - キーボード、ギター、シンセサイザー、ボーカル (2001年-2010年)
- リチャード・ベイカー (Richard Bake) - ドラム (2001年-2011年)

## ディスコグラフィ

### スタジオ・アルバム
- 『テン・ペイシス』 - Ten Paces (2003年、Arse)
- 『ベイカーズ・ダズン』 - Bakers Dozen (2006年、Peddler)
- 『トランジション・トランスミッション』 - Transition Transmission (2008年、Peddler)
- 『アヴィッド・サウンズ』 - Avid Sounds (2009年、Soul Tage)
- 『タイム・トゥ・テスティファイ』 - Time To Testify (2011年、Genki Bros.)
- 『ヒア・ノー・イーヴル』 - Hear No Evil (2014年、Fish Legs)
- 『ハイ・レズ』 - High Rez (2017年、P-Vine)

### ライブ・アルバム
- 『イン・ウィズ・ジ・アウト・クラウド』 - In with the out-crowd (2005年、Peddler)
- 『ホット・ケイクス:ライヴ・イン・ジャパン』 - Hot Cakes: Live In Japan (2007年、Peddler/P-Vine)
- 『シルバー・バレット ザ・ベイカー・ブラザーズ・ライブ・アット・モーション・ブルー ヨコハマ』 - Silver Bullets -Live At Motion Blue Yokohama- (2010年、Genki Bros.)
- 『タイム・トゥ・テスティファイ・ライブ・イン・ロンドン』 - Time To Testify Live In London (2012年、Genki Bros.)
- 『ライヴ』 - Live (2017年、P-Vine) ※フィーチャリング・ヴァネッサ・フリーマン

### DVD
- Fortissimo!: Live At The Opera House (2007年、Peddler)
- 『イン・ウィズ・ジ・アウト・クラウド DVD』 - In With The Outcrowd (2010年、ultravibe)